# NGC 1901
NGC 1901 est un amas ouvert situé dans la constellation de la Dorade. Il a été découvert par l'astronome britannique John Herschel en 1836.
NGC 1901 est situé à environ 415 pc (∼1 350 al) du système solaire et les dernières estimations donnent un âge de 831 millions d'années. La taille apparente de l'amas est de 40,0 minutes d'arc, ce qui, compte tenu de la distance, donne une taille réelle maximale d'environ 16 années-lumière.
Selon la classification des amas ouverts de Robert Trumpler, cet amas renferme entre 50 et 100 étoiles (lettre m) dont la concentration est moyennement faible (III) et dont les magnitudes se répartissent sur un grand intervalle (le chiffre 3). 